# Goodia
Goodia, biljni rod iz porodice mahunarki smješten u tribus Bossiaeeae. Postoji šest vrsta, grmovi, australski endemi i sjeverna Tasmanija.

## Vrste
1. Goodia lotifolia Salisb.
2. Goodia macrocarpa I.Thomps.
3. Goodia medicaginea F.Muell.
4. Goodia parviflora I.Thomps.
5. Goodia pubescens Sims
6. Goodia stenocarpa I.Thomps.